# Ochotnica Dolna
Ochotnica Dolna è un comune rurale polacco del distretto di Nowy Targ, nel voivodato della Piccola Polonia.
Ricopre una superficie di 141,03 km² e nel 2004 contava 7 877 abitanti.